# Radomír Chýlek
Radomír Chýlek (26 marzo 1967) è un ex calciatore ceco, fino al 1993 cecoslovacco, di ruolo centrocampista.

## Carriera

### Club
Nel 1988 arriva al Baník Ostrava, dove vince una Coppa Rappan, una Mitropa, l'unica edizione della Supercoppa Mitropa e una Coppa nazionale.

### Nazionale
Il primo maggio del 1991 scende in campo in Albania-Cecoslovacchia (0-2).

## Palmarès

### Club

#### Competizioni nazionali
- Coppa di Cecoslovacchia: 1

Baník Ostrava: 1990-1991

#### Competizioni internazionali
- Coppa Piano Karl Rappan: 1

Baník Ostrava: 1989
- Coppa Mitropa: 1

Baník Ostrava: 1988-1989
- Supercoppa Mitropa: 1

Baník Ostrava: 1989